# タボン
タボンは、マセキ芸能社所属していたお笑いコンビである。2006年結成。2009年1月に解散した。

## メンバー
渡部 千春（わたなべ ちはる、1985年2月2日 - ）
東京都出身。ツッコミ担当。愛称ナブタン。
物真似が得意で、それを生かして『ワンダフルワールド』（『ファーストクラス』（テレビ神奈川）内のアニメ）では声優も務めた。
コンビ解散後は、「ナブタン」の芸名で、引き続きマセキ芸能社に所属してピン芸人として活動。しかし、2012年4月9日、公式ブログにて、マセキ芸能社を退社したと同時に、お笑い芸人を辞めることを発表した。
十枝内 重昭（としない しげあき、1984年10月22日 - ）
青森県出身。ボケ担当。愛称トシナイ。デブキャラ。
ワタナベコメディスクール1期生。

## エピソード
- 男女のコンビだが、交際関係にはないという。芸風は正統派漫才で、持ちギャグはオチ等で使う「ドカン!」。
- 渡部は過去に「ポジマム」（2003年2月 - 2004年10月）、「いちはる」、「ボナペティ」（2005年2月 - タボン結成直前まで）というコンビを組んでいた。なお、「いちはる」の当時の相方である小林一恵は現在SMA NEET Projectでピン芸人として活動中。
- コンビ名の由来は、漫画バケツでごはんに登場するキャラクター（ブタ）のタボンからである。
- 2009年1月10日、Studio twl（東京都中野区）で開催された「大男女芸祭」（男女コンビ芸人のみで行われるイベント）にて解散を発表した。

## 出演
- あらぶんちょ！（文京区民チャンネル・マイチャンネルあらかわ・インフォメーションチャンネル（千代田区））渡部のみ
- NE=Talking（FM南青山）渡部のみ、青春ダーツの田中泰宏と出演
- ファーストクラス（テレビ神奈川）

渡部のみ、この番組内のアニメ『ワンダフルワールド』に声優として出演
- お笑いメリーゴーランド（2008年3月22日、TBSテレビ）

同じマセキ芸能社所属のカトゥー直也、こばやしけん太、星野卓也と一緒に『カトゥー直也チーム』の1組として出演。
- 爆笑オンエアバトル（NHK総合）戦績0勝1敗 最高181KB
- 溜池Now（GyaO）「ギザ細かすぎて伝わらない アニメものまね選手権」